# Університет Тулузи-Південних-Піренеїв
Про історичний навчальний заклад див. Тулузький університет (колишній)
Університет Тулузи (фр. Université de Toulouse) — французький центр досліджень і співпраці між вищими навчальними закладами регіону Південь — Піренеї, більшість з яких знаходяться в Тулузі. Заснований у 2007 році.

## Засновники і члени центру
- Університет Тулуза 1: Капітолій
- Університет Тулуза 2: Ле Мірай
- Університет Тулуза 3: Поль Сабатьє
- Національний політехнічний інститут Тулузи
- Національний інститут прикладних наук Тулузи
- Інститут аеронавтики та космосу

Членами центру є:
- Інститут Політичних наук Тулузи
- Національна інженерна школа в Тарбі
- Університетський центр Жана-Франсуа Шампольона
- Інженерна школа Пюрпана
- Гірська школа Альбі-Кармо
- Національна школа цивільної авіації
- Національна вища школа агрономії в Тулузі
- Національна вища школа архітектури в Тулузі
- Національна ветеринарна школа Тулузи
- Вища комерційна школа Тулузи